# Brodogradilište Vatroslava Bulimbašića
Brodogradilište Vatroslav Bulimbašić je bilo jedno od starijih hrvatskih brodogradilišta suvremenog doba u Splitu. Osnovao ga je 1930. godine zrakoplovni as Vatroslav Bulimbašić u Lori. Gradilo je maone, jedrenjake i čamce. U ratnoj luci Lori ostao je trag ovog starog škvera u vidu navoza za izvlačenje brodova.